# Coeliccia loringae
Coeliccia loringae är en trollsländeart som beskrevs av Harry Hyde Laidlaw, Jr. 1932. Coeliccia loringae ingår i släktet Coeliccia och familjen flodflicksländor. IUCN kategoriserar arten globalt som otillräckligt studerad. Inga underarter finns listade i Catalogue of Life.